# Andrew Slack
Andrew Gerard Slack (Brisbane, 24 de septiembre de 1955) es un exjugador australiano de rugby que se desempeñaba como centro.

## Carrera
Debutó en la primera de los Queensland Reds en 1975 y desarrolló toda su carrera en él, hasta su retiro con apenas 32 años en 1987.
En la actualidad es considerado uno de los mejores centros que dio su país en la historia por; su agilidad, agresivo juego, compromiso y su liderazgo que lo convierten en uno de los capitanes más famosos de su seleccionado. Esto le permitió ser uno de los invitados de honor para participar del Centenario de la World Rugby donde jugó los dos partidos.

## Selección nacional
Fue convocado a los Wallabies por primera vez en junio de 1978 para enfrentar a los Dragones rojos, fue capitán desde 1984 a su retiro en 1987, formó parte del combinado nacional que logró el Grand Slam en la gira europea de 1984 y disputó su último partido en junio de 1987 ante el mismo rival de su debut. En total jugó 39 partidos y marcó diez tries (40 puntos por aquel entonces).

### Participaciones en Copas del Mundo
Solo disputó una Copa del Mundo: Nueva Zelanda 1987 donde los Wallabies fueron derrotados en semifinales ante Les Bleus y cayeron nuevamente ante Gales por el tercer puesto. Slack fue el capitán australiano durante el torneo y se retiró finalizado el mismo.
| Mundial                       | Sede          | Resultado     | PJ | Tries |
| ----------------------------- | ------------- | ------------- | -- | ----- |
| Copa Mundial de Rugby de 1987 | Nueva Zelanda | Cuarto puesto | 6  | 3     |